# Viktor Šulc
Viktor Šulc (7. března 1897, Úvaly, alternativní datum 4. března 1897 – 28. dubna 1945?, Auschwitz-Birkenau, pravděpodobnější je datum 12. června 1942, kdy byl z Terezína transportován do Pracovního tábora Trawniki), byl český divadelní režisér působící na Slovensku. Svou činností se výrazně podílel na formování moderního slovenského profesionálního divadla.

## Život a dílo

### Činnost před válkou
Narodil se v Úvalech u Prahy v staré židovské obchodnické rodině. Jeho dospívání ovlivnila první světová válka, v níž zahynul jeho bratr. Jako devatenáctiletý musel také narukovat na srbskou frontu. Po skončení války se vrátil domů bez zranění, ale s bolavou duší, plnou otřesných zážitků z války. Rozhodl se stát pacifistou. Jeho rodiče chtěli, aby převzal rodinný obchod, ale on trávil čas čtením, psaním veršů a zajímal se o divadlo. Přestěhoval se do Prahy, kde se zapojil do práce v dělnickém recitačním a divadelním spolku Dědrasbor (Dělnický dramatický sbor), kde recitoval, organizoval představení a zkoušel i režírovat.
V roce 1921 vstoupil do Komunistické strany Československa. Později se přestěhoval do Berlína, ke své tetě, která měla pochopení pro jeho umělecké sklony. Berlín byl ve 20. letech centrem nového a pokrokového divadelnictví. Šulc se zde seznámil s prací expresionistických režisérů Maxe Reinhardta a Leopolda Jessnera a s politickým divadlem Erwina Piscatora. Zapsal se na Reinhardtův seminář a již po půl roce studia pracoval jako jeho asistent. Později jej Reinhardt posílal režírovat do divadel mimo Berlím. V roce 1926 se stal prvním asistentem režiséra Jessnera, který tehdy pracoval jako intendant berlínského Staatstheater. Pod vlivem Jessnera a jeho expresionistické tvorby Šulc zastával názor, že divadlo má šířit pokrokové myšlenky, ale zároveň nesmí ztratit svou divadelnost a diváckou přitažlivost.
V letech 1927 až 1933 byl režisérem činohry Národního divadla v Praze, kam přišel na pozvání Karla Hugo Hilara jako stálý hostující režisér. Během těchto let se mu nedostalo mnoho příležitostí ukázat svůj talent, s výjimkou inscenace hry G. B. Shawa Androkles a lev.
Od roku 1931 pohostinsky režíroval na české scéně bratislavského Slovenského národního divadla. Později přijal nabídku ředitele Slovenského národního divadla Antonína Drašara a v letech 1932–1938 zakotvil v Bratislavě trvale. V roce 1932 se představil inscenací Goetheho Fausta. Inscenace měla úspěch a Drašar jmenoval Šulce vedoucím českého souboru (šéfem činohry). Šulc jako dramaturg rozhodoval o repertoáru divadla – vybíral hry klasických i moderních českých autorů. Inscenoval Tylova Strakonického dudáka, Stroupežnického Naše furianty a Čapkovy hry R.U.R., Bílá nemoc a Matka. Ze světových dramatiků inscenoval Shakespearovy hry Romeo a Julie, Sen noci svatojánské a Zimní pohádka, hry Molièra, Shawa a Puškina. Souběžně s působením v Bratislavě režíroval Šulc v sezóně 1933/1934 také v Praze v Moderní operetě v Karlíně, kterou vedl ředitel Drašar a v sezóně 1934/1935 také v Novém divadle.

### Činnost za války

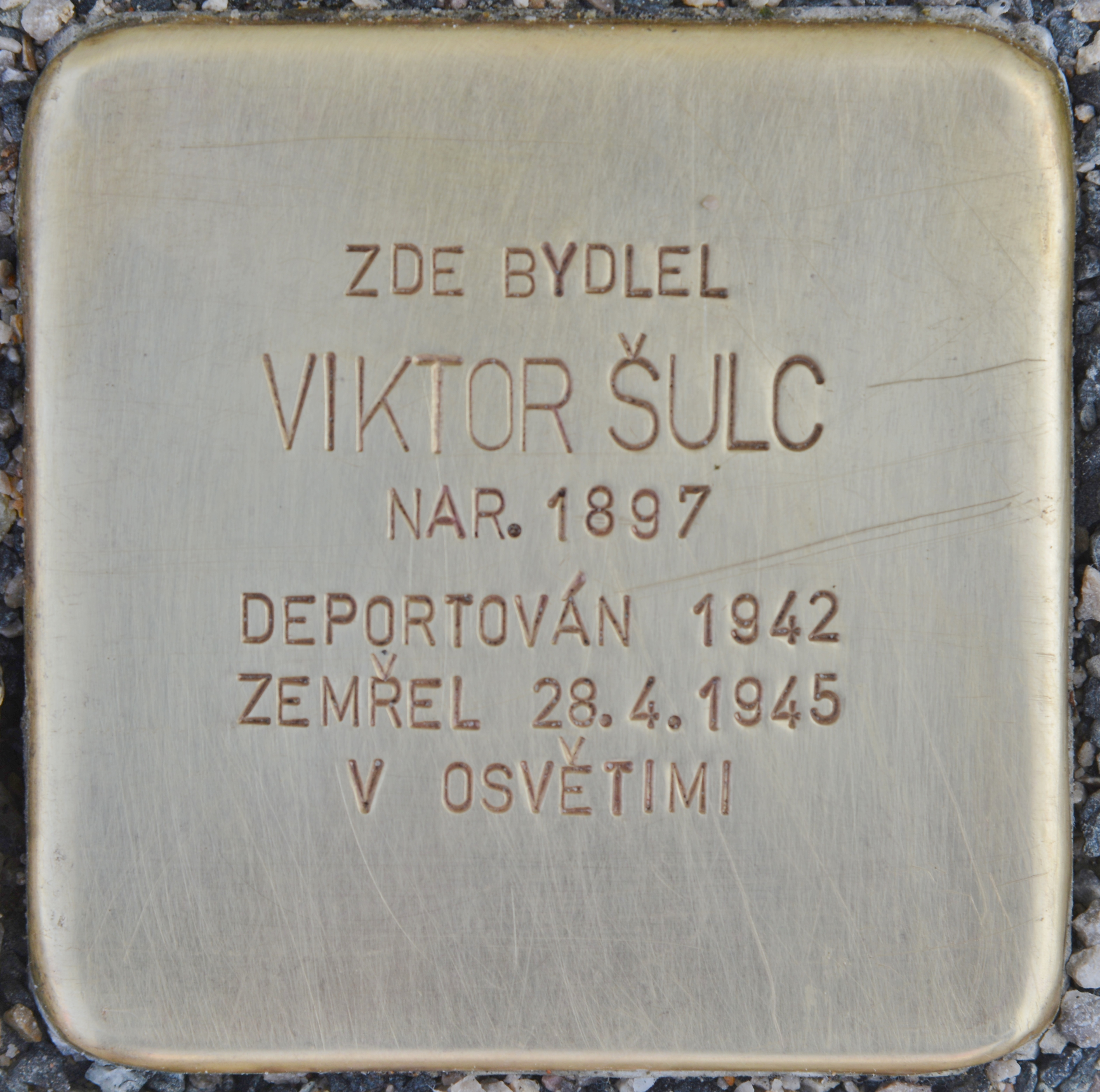
Stolperstein v Úvalech

V roce 1938 po podpisu Mnichovské dohody byla česká činohra Slovenského národního divadla rozpuštěna. Šulc se rozhodl vrátit do Prahy, kde ve Švandově divadle na Smíchově režíroval hry s herci, kteří museli opustit Bratislavu, případně české pohraničí, které bylo obsazeno německými vojsky. Po okupaci Prahy nacisty 15. března 1939 se Šulc stáhl z Prahy do svého rodného města. Nezůstal tam však dlouho – jeden z jeho herců z Bratislavy založil kočovnou divadelní společnost (Nová česká scéna J. Marečka) a Šulc se k nim pod krycím jménem Vít Suk v sezóně 1940/1941 přidal.
5. června 1942 byl transportem AAb z Kolína internován v ghettu Terezín, odkud byl odvezen transportem AAk 12. června 1942 do Polska (Trawniki), kde pravděpodobně ihned při příjezdu zahynul.